# Doctor of Musical Arts

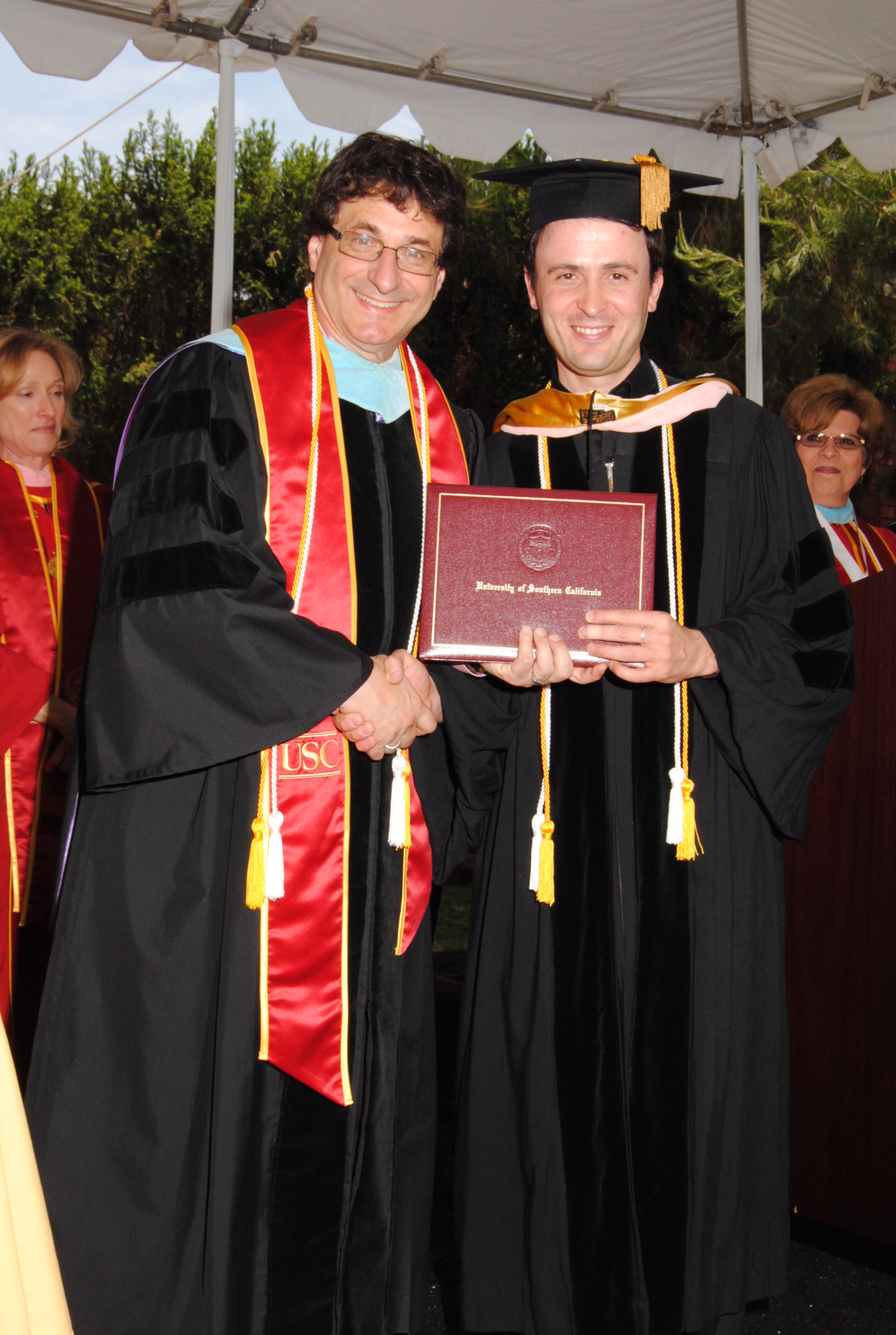
Uno studente laureato all'University of Southern California riceve la laurea in Doctor of Musical Arts nel 2011.

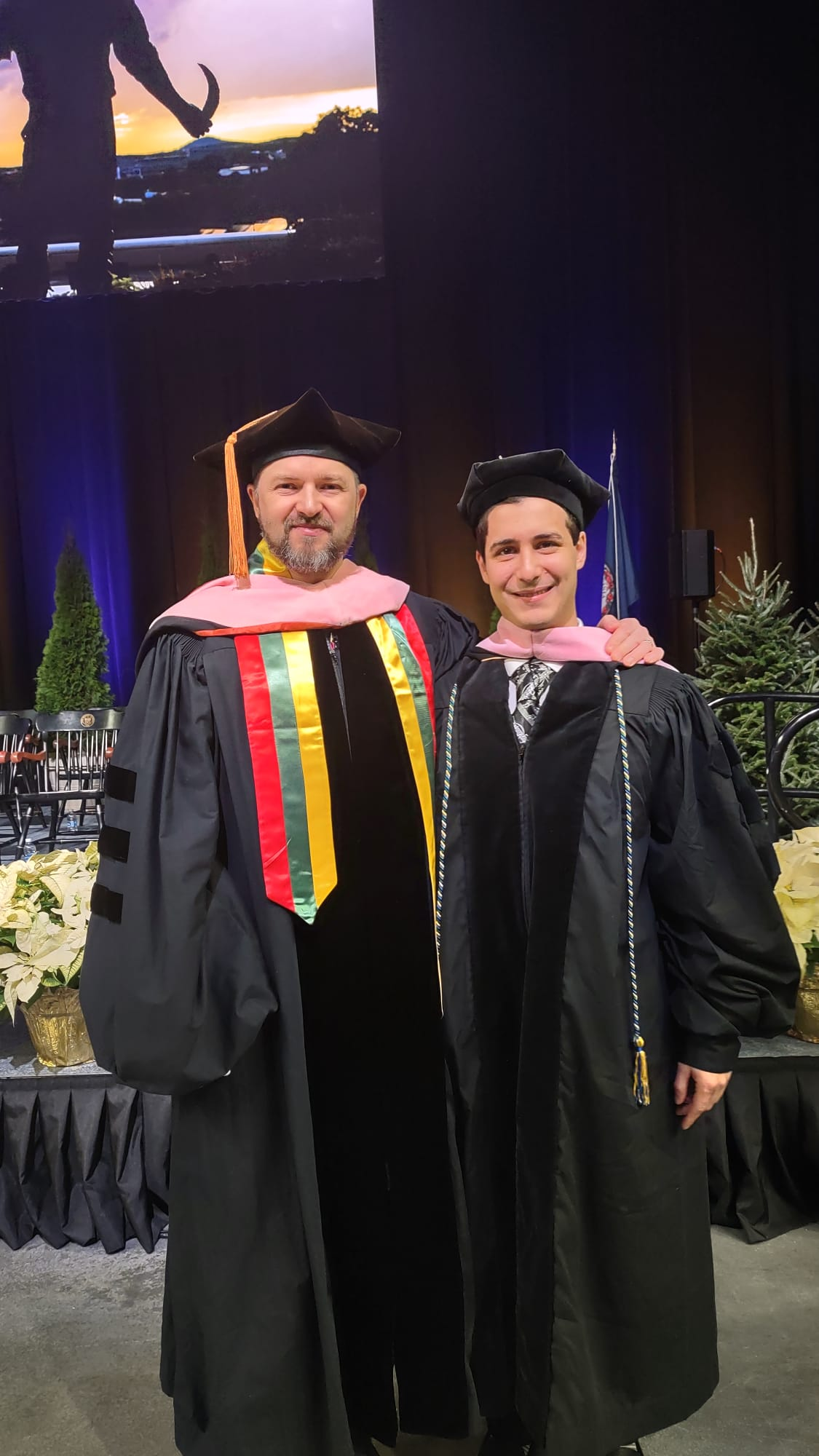
Conferimento di un Dottorato DMA presso la James Madison University nel 2023

Il Doctor of Musical Arts (D.M.A.) (Dottore in Arti Musicali) è un titolo di studio universitario in musica col valore di un dottorato di ricerca, rilasciato dal sistema universitario in alcuni paesi anglosassoni e negli USA.
Il D.M.A. combina studi avanzati in un'area applicata di specializzazione (solitamente esibizione musicale, composizione musicale o direzione orchestrale) con studi accademici di livello universitario in materie come storia della musica, teoria musicale o educazione musicale. Il D.M.A. di solito richiede da tre a quattro anni di studio a tempo pieno per completarlo (oltre ai master e ai titoli di studio), preparando gli studenti ad essere artisti professionisti, direttori d'orchestra e compositori. Come una laurea terminale, il D.M.A. qualifica il suo destinatario a lavorare in posizioni di insegnamento/ricerca in università, college e conservatori. Gli studenti in cerca di un dottorato in musicologia o teoria musicale di solito si indirizzano a un corso di Ph.D., piuttosto che ad un corso D.M.A.
In Italia la diramazione tra Ph.D. e D.M.A. non esiste, dunque entrambi i titoli anglosassoni, specie quando il D.M.A. si conclude con la difesa di una tesi dottorale, equivalgono di fatto al terzo ciclo di studi universitari italiano, oppure al grado 8 del Quadro europeo delle qualifiche, vale a dire il dottorato di ricerca.

## Terminologia
Il titolo è anche abbreviato in DMA (senza punti), D.Mus.A. o A.Mus.D.
Per il titolo di Doctor of Music, l'abbreviazione è D.M. or D.Mus..
Per il dottorato in Doctor of Arts viene usata la sigla D.A..

## Tipi

### Settori di specializzazione
Il D.M.A. è ampiamente disponibile nei settori di specializzazione dello spettacolo (a volte con una specializzazione in pedagogia strumentale o vocale e/o in letteratura musicale), composizione, direzione e educazione musicale. Alcune università che rilasciano titoli di dottorato in queste aree usano il titolo Doctor of Music (D.M. o D.Mus.) o Doctor of Arts (D.A.) o Doctor in Musical Studies (Ph.D.) invece di D.M.A. La laurea D.M.A. fu introdotta da Howard Hanson e dalla National Association of Schools of Music, che approvò i primi programmi D.M.A.  nel 1952. La Northwestern University, l'Università del Michigan e la Eastman School of Music sono state le prime a offrire il D.M.A. L'Università di Boston ha offerto il suo primo programma D.M.A. nel 1955. Nel 2005, anche l'Università di Boston ha ampliato l'insegnamento della musica online lanciando il primo dottorato online in musica, un programma D.M.A. (insieme a un programma di Master of Music) in educazione musicale.
Un gran numero di istituzioni statunitensi offre la laurea D.M.A. nel decennio 2000-2010. Il dottorato è generalmente considerato più orientato alla ricerca, mentre altri dottorati possono porre più l'accento sulle applicazioni pratiche e/o includere una componente di spettacolo. Tali distinzioni tra i tipi di laurea non sono sempre così nette, in ogni caso. Ad esempio, la maggior parte dei programmi include la formazione di ricerca tradizionale e culmina con una tesi scritta, indipendentemente dalla designazione del diploma. Il grado di educazione musicale può essere un D.M.A. o un Ph.D. Inoltre i programmi del dottorato in educazione musicale possono comprendere tracce orientate allo spettacolo. Nella composizione si può studiare per il D.M.A. o per dottorato di ricerca, a seconda dell'istituzione. Il Ph.D. è il dottorato standard in teoria musicale, musicologia, musicoterapia e etnomusicologia.

### Musica sacra
Un programma correlato è il Doctor of Sacred Music (D.S.M.), anche Sacrae Musica Doctor (S.M.D.), che tende ad essere assegnato da seminari o scuole di musica universitaria che si concentrano sulla musica sacra, la direzione del coro e la esecuzione organistica. In passato alcuni seminari chiamavano il titolo Doctor of Church Music (D.C.M.). Solo un'istituzione degli Stati Uniti, la Claremont Graduate University offre ancora il diploma D.C.M., oltre al più tipico D.M.A. La stragrande maggioranza dei seminari degli Stati Uniti ha chiuso i loro programmi di dottorato in musica, ma alcuni offrono ancora un Master of Arts o Master of Sacred Music. Un nuovo programma offerto alla Perkins School of Theology è il Doctor of Pastoral Music (D.P.M.). Pur essendo più basato sulla teologia e ospitato all'interno del programma Doctor of Ministry (D.Min.), l'ammissione alla laurea richiede ai candidati di possedere un Master of Music (M.Mus.), un Master of Sacred Music (MSM), un Master of Church Music (M.C.M.), un M.A. in musica sacra o un semestre di 48 ore equivalenti riconosciuto dall'associazione nazionale delle scuole di musica.

## Componenti
Gli studenti per il D.M.A. di solito completano gli studi pratici, come lezioni o tutoraggio con un professore o un istruttore e assistono ai corsi nell'ambito della loro area di specializzazione. In molti programmi D.M.A., tutti i vari indirizzi di D.M.A. (ad esempio, spettacolo, composizione, direzione) hanno un nucleo comune nei corsi di teoria musicale e storia della musica. Molti programmi D.M.A.richiedono agli studenti di superare un esame completo relativo alla loro area di specializzazione e su argomenti come la storia della musica e la teoria musicale. L'ultima fase della laurea D.M.A. è solitamente il completamento di una tesi, una dissertazione o un progetto di ricerca e l'esecuzione di un recital, di solito inserendo almeno una conferenza-recital.
Alcuni programmi richiedono inoltre una sub-specializzazione in un'area affine all'interno della musica, come la storia della musica o la prassi esecutiva, che contribuisce alla loro area di specializzazione. Ad esempio, uno studente che fa un D.M.A. in violino barocco potrebbe fare una sub-specializzazione nella storia della musica barocca o nella danza dell'epoca barocca.
Alcune istituzioni autorizzano gli studenti di D.M.A. a fare una sottospecializzazione in un campo al di fuori della musica che contribuisca ai loro obiettivi professionali ed accademici. Ad esempio, uno studente che completa un D.M.A. nella pedagogia del pianoforte può fare una sottospecializzazione nel dipartimento di psicologia dell'università (ad esempio, sulla psicologia dell'apprendimento e della memoria); ad uno studente che completa un D.M.A. in composizione elettronica può essere consentito fare una sub-specializzazione nel dipartimento di ingegneria informatica (ad esempio, in programmazione di computer).
Mentre l'esperienza di insegnamento non è una parte ufficiale della maggior parte dei programmi D.M.A., la maggior parte dei candidati ad un D.M.A. avranno l'opportunità di lavorare come assistenti o docenti universitari per studenti universitari durante la laurea, sia come requisito del loro pacchetto di borsa di studio/assistentato o come dipendente part-time dell'università. Gli studenti D.M.A. possono insegnare in un'area correlata al loro programma D.M.A. o, se hanno più aree di abilità (ad esempio, una persona con un M.Mus. in pianoforte che sta facendo un D.M.A. in composizione), possono insegnare in un'altra area.

## Requisiti per l'ammissione
Per essere ammessi a un programma di laurea D.M.A., la maggior parte delle istituzioni richiedono un master, come una laurea M.Mus. o una laurea M.A. in musica o un corso di studio equivalente, di solito con una media di "B+" o superiore. I programmi D.M.A. in spettacolo di solito richiedono ai candidati di preparare un lavoro da solista che è l'equivalente di un recital, cioè diversi pezzi avanzati di una vasta gamma di generi musicali, oltre a brani orchestrali. L'ammissione ai programmi di dottorato in direzione orchestrale spesso richiede una registrazione video di prove e spettacoli dal vivo come elemento di pre-selezione. I programmi di composizione di solito richiedono la presentazione di un portfolio di composizioni, compresi gli spartiti e le registrazioni di spettacoli dal vivo. I programmi di educazione musicale richiedono generalmente due o più anni di esperienza di insegnamento della scuola pubblica (o simile) e possono inoltre richiedere un esempio di scrittura accademica.
Gli studenti ammessi da poco a un D.M.A. sono generalmente tenuti a superare una serie di test diagnostici nella storia della musica, teoria e talvolta allenamento dell'orecchio per confermare la padronanza completa dei principi musicali essenziali acquisiti nello studio precedente. Corsi avanzati in queste aree non sono consentiti fino a quando i test non sono stati superati e/o i corsi di recupero nelle aree mancanti non sono stati completati. Spesso per completare la laurea è richiesta la conoscenza di una seconda lingua, una delle lingue di maggiore influenza nella storia della musica (come tedesco, francese, italiano, spagnolo o russo). Il ramo di ammissione come laureato di molte università statunitensi richiede ai candidati di completare il Graduate Record Examination (GRE), un test standardizzato di abilità di pensiero astratto nei settori della matematica, del lessico e della scrittura analitica. Mentre l'esito del test GRE può influenzare l'idoneità di un candidato per alcune borse di studio universitarie, non sempre influisce sull'ammissione al programma musicale dell'università.

## Storia
Dopo la seconda guerra mondiale ci fu un forte aumento dell'educazione musicale a livello universitario. Come nel caso di molte occupazioni, il mondo della musica stava sperimentando un numero senza precedenti di musicisti licenziati dalle Forze armate degli Stati Uniti. Il G.I. Bill fu uno stimolo per molti ad optare per l'università, causando un picco nella domanda di professori universitari, in tutte le discipline e un picco nelle iscrizioni. Nell'educazione musicale le università ebbero l'opportunità di assumere formidabili musicisti, ma molti, compresi quelli di livello internazionale, mancavano di un diploma accademico finale che li avrebbe messi su un piano di parità con i professori. Nel secondo dopoguerra ci fu anche un periodo di crescita della qualità dell'insegnamento musicale completo nelle università. I rinomati conservatori della nazione, come la Juilliard e il Curtis, all'epoca, non vedevano alcun bisogno di laurea, eppure molti ex allievi di quelle istituzioni e molti musicisti di alto livello senza laurea erano proprio le persone ricercate dalle università che offrivano lauree in musica ed educazione musicale.
Nel 1952, dopo sei anni di deliberazione, la National Association of Schools of Music (NASM) approvò trentadue scuole per lauree per il lavoro di specializzazione "in uno o più campi in cui è stato diviso lo studio di una laurea in musica". Il NASM era, ed è tuttora, l'unica agenzia di accreditamento per le scuole di musica riconosciuta dall'American Council on Education. Nel 1952 143 scuole di musica avevano già stabilito standard per lauree. Il lancio nazionale del D.M.A. da parte di istituzioni che rispondevano ai criteri fu il 1953.
- Eastman School of Music[9] (il grado DMA fu approvato dal Consiglio di Reggenza dello Stato di New York nel 1953)
- Boston University[10]
- University of Southern California[11]

Il decano della University of Rochester Eastman School of Music, Howard Harold Hanson (1896–1981), che aveva ottenuto un dottorato onorario nel 1925, era uno dei numerosi sostenitori di alto profilo della creazione di un dottorato di ticerca orientato allo spettacolo.
Nel 1953 pubblicò una proposta per un Doctor of Musical Arts, che fu criticamente criticata da Paul Henry Lang, Ph.D., professore di musicologia alla Columbia University.
Primi Dottorati in Arti musicali conferiti
- 1954: Mathias "Matt" Higgins Doran, DMA (nato nel 1921), University of Southern California
- 1955: Will Gay Bottje, DMA (nato nel 1925), Eastman School of Music – alcune fonti attribuiscono a Bottje di essere stato il primo nella nazione ad ottenere la laurea[13]
- Agosto 1955: Edward F. Gilday Jr., DMA, Boston University

Istituzioni non NASM
Gli ex alunni dei conservatori di musica negli Stati Uniti cercano anche posizioni nelle università. I conservatori che non sono affiliati all'Associazione nazionale delle scuole di musica hanno iniziato a proporre DMA alla fine degli anni '60.
- 1971: Margaret Hee-Leng Tan, Juilliard School – è la prima donna a ottenere un DMA dalla Juilliard; la Juilliard aveva aggiunto la laurea nel 1969, anno in cui si trasferì al Lincoln Center